# Market Bosworth
|  | Per a altres significats, vegeu «Bosworth». |

Market Bosworth és una gran població de Leicestershire a Anglaterra. El matemàtic Thomas Simpson va morir allà el 1761, (també hi havia nascut el 20 d'agost de 1710).